# Honky Tonk (1941)
Honky Tonk is een Amerikaanse film uit 1941 onder regie van Jack Conway.

## Verhaal
De film speelt zich af in de jaren 1880. 'Candy' Johnson is een oplichter die met zijn zakenpartner Sniper uit steden vlucht door slimheid en goocheltrucs. Onderweg naar Nevada ontmoet hij Elizabeth Cotten, de jonge dochter van rechter Cotton. Later die avond loopt hij zijn oude vriendin 'Gold Dust' Nelson tegen het lijf in een saloon, die hem waarschuwt voor de sheriff van de stad, Brazos Hearn. Candy daagt hem uit voor een Russische roulette, waarbij Hearn hem $5.000 moet betalen als hij de trekker niet over durft te halen. Hearn blijkt, zoals Candy had verwacht, te laf en geeft hem het geld. Later geeft Candy toe dat het een illusie was en zijn pistool niet geladen was met kogels.
Als hij de dronken rechter naar huis brengt, ontmoet hij Elizabeth voor een tweede keer. Zij is niet onder de indruk van hem en denkt dat hij een slechte invloed heeft op haar vader. Hij ontmoet vervolgens Cottons dienstmeid Varner en doneert haar $1.500 om een kerk te bouwen in de stad. Elizabeth is onder de indruk als ze dit hoort en zoent hem. Nadat hij een saloon heeft geopend, voert Elizabeth hem dronken zodat hij bereid is met haar te trouwen. Als Gold Dust dit te horen krijgt, is ze razend. De rechter voelt nog meer woede en zweert nooit meer een woord met Candy uit te wisselen. Hij vertelt zijn dochter dat Candy een oplichter is. Ze weigert hem te geloven, maar is wel boos op haar man en gooit hem uit huis.
Candy gaat naar zijn saloon en heeft daar een intiem diner met Gold Dust. Elizabeth onderbreekt hen om haar ruzie met hem bij te leggen. De volgende dag doet Hearn een poging om hem dood te schieten. Candy wordt niet geraakt en schiet hem vervolgens neer. Het volk ziet dit als een heldendaad en benoemt hem tot sheriff. Candy maakt gebruik van zijn positie om rijk te worden. Als Elizabeth onthult dat ze zwanger is, kan Candy zijn geluk niet op. De rechter is echter teleurgesteld en verlaat het huis. Het nieuws komt dat hij van plan is een vuurstorm te veroorzaken, waarop Candy zijn schoonvader de stad uit stuurt.
De rechter keert echter terug en wordt in zijn rug geschoten. Elizabeth is hier getuige van en valt van een koets. Dit resulteert in een miskraam. Tijdens haar operatie ontdekt Candy dat Sniper onder schot wordt gehouden door Hearn. Hij schiet Hearn dood en bluft zich uit de handen van Hearns mannen. Candy en Sniper besluiten de stad te verlaten, maar ze worden gevolgd door Elizabeth, die aan de zijde van haar man blijft staan.

## Rolverdeling
| Acteur        | Personage          |
| ------------- | ------------------ |
| Clark Gable   | 'Candy' Johnson    |
| Lana Turner   | Elizabeth Cotton   |
| Frank Morgan  | Rechter Cotton     |
| Claire Trevor | 'Gold Dust' Nelson |
| Marjorie Main | Mevrouw Varner     |
| Albert Dekker | Brazos Hearn       |
| Henry O'Neill | Daniel Wells       |
| Chill Wills   | The Sniper         |

## Achtergrond
Het was de eerste van vier films waarin Clark Gable en Lana Turner samen te zien waren. Turner had al verschillende pogingen gedaan om naast hem te spelen in een film. Ze deed bijvoorbeeld auditie voor Gone with the Wind (1939), maar had geen succes. Nadat ze te zien was in de succesvolle films Dr. Jekyll and Mr. Hyde (1941) en Ziegfeld Girl (1941), besloot de studio haar te veranderen in een nieuwe Jean Harlow en plaatste haar daarom naast Gable, de grootste mannelijke ster van Metro-Goldwyn-Mayer.
Gable was echter niet onder de indruk van de actrice toen ze een screentest aflegde. Ze was erg nerveus en de acteur zei dat ze geen gevoel gaf aan de zinnen die ze vertelde. Desondanks kreeg ze de rol. Gable en Turner kregen een hechte band op de set. Dit zorgde voor jaloezie bij Gable's vrouw Carole Lombard, die de set regelmatig bezocht om ervoor te zorgen dat ze geen affaire zouden krijgen. De vermoedens waren groot, omdat Gable het imago had van een vrouwenverslindster en Turner bekendstond als een waar feestbeest.
De film werd na uitbrengst een enorm succes. De paring van Gable en Turner bleek een ware sensatie te zijn. Het Amerikaanse publiek ging massaal naar de cinema om de film te zien en volgens een nieuwsartikel uit oktober 1941 had geen film van Metro-Goldwyn-Mayer dat jaar meer geld opgebracht dan Honky Tonk. Ook de pers was er lovend over te spreken. Variety noemde de western zo levendig en sfeervol, dat de kijker wenste dat hij er zelf geweest was. Wegens het succes werden ze onmiddellijk nog een keer samen gecast, in de film Somewhere I'll Find You (1942). Tegenwoordig wordt de film voornamelijk benaderd als een western. Volgens menig criticus is dit onterecht en zou de film gezien moeten worden als een 'vrouwenfilm'.
Bijrolspeelster Claire Trevor was zeer teleurgesteld toen ze het resultaat zag. Ze vertelde dat ze in tranen was uitgebarsten toen ze ontdekte dat veel van haar scènes uit de film waren geknipt. Volgens de actrice werd tijdens de opnames de illusie gewekt dat ze een van de hoofdrollen vertolkte, maar dit was niet het geval.